# Halowe Mistrzostwa Świata w Lekkoatletyce 2025 – trójskok mężczyzn
Trójskok mężczyzn – jedna z konkurencji technicznych rozgrywanych podczas halowych lekkoatletycznych mistrzostw świata w Nanjing’s Cube w Nankinie.
Tytułu mistrzowskiego z 2024 nie obronił Fabrice Zango.

## Terminarz
Źródło: worldathletics.org.
| Data     | Godzina |       |
| -------- | ------- | ----- |
| 21 marca | 11:05   | Finał |

## Rekordy
W poniższej tabeli przedstawiono (według stanu przed rozpoczęciem mistrzostw) rekord świata, rekord halowych mistrzostw świata, rekordy kontynentów oraz najlepszy wynik na listach światowych w 2025.
|                                   | Zawodnik          | Wynik | Miejsce   | Data                      | Źródło |
| --------------------------------- | ----------------- | ----- | --------- | ------------------------- | ------ |
| Rekord świata                     | Johanthan Edwards | 18,29 | Göteborg  | 7 sierpnia 1995(dts)      | [ 2 ]  |
| Rekord halowych mistrzostw świata | Teddy Tamgho      | 17,90 | Doha      | 14 marca 2010(dts)        | [ 2 ]  |
| Rekord Afryki                     | Fabrice Zango     | 18,07 | Aubière   | 16 stycznia 2021(dts)     | [ 2 ]  |
| Rekord Ameryki Południowej        | Jadel Gregório    | 17,90 | Belém     | 20 maja 2007(dts)         | [ 2 ]  |
| Rekord Ameryki Północnej          | Christian Taylor  | 18,21 | Pekin     | 27 sierpnia 2015(dts)     | [ 2 ]  |
| Rekord Australii i Oceanii        | Ken Lorraway      | 17,46 | Londyn    | 7 sierpnia 1982(dts)      | [ 2 ]  |
| Rekord Azji                       | Li Yanxi          | 17,59 | Jinan     | 26 października 2009(dts) | [ 2 ]  |
| Rekord Europy                     | Johanthan Edwards | 18,29 | Göteborg  | 7 sierpnia 1995(dts)      | [ 2 ]  |
| Listy światowe                    | Andy Díaz         | 17,71 | Apeldoorn | 8 marca 2025(dts)         | [ 3 ]  |

## Listy światowe
Poniższa tabela przedstawia 10 najlepszych wyników na świecie uzyskanych w sezonie 2025 przed rozpoczęciem mistrzostw.
Źródło: worldathletics.org.
| Poz. | Zawodnik          | Reprezentacja | Wynik | Data                | Miejsce        |
| ---- | ----------------- | ------------- | ----- | ------------------- | -------------- |
| 1.   | Andy Díaz         | Włochy        | 17,71 | 8 marca(dts) br     | Apeldoorn      |
| 2.   | Max Heß           | Niemcy        | 17,43 | 8 marca(dts) br     | Apeldoorn      |
| 3.   | Andrea Dallavalle | Włochy        | 17,36 | 23 lutego(dts) br   | Ankona         |
| 4.   | Zhu Yaming        | Chiny         | 17,31 | 19 lutego(dts) br   | Jinan          |
| 5.   | Jordan Scott      | Jamajka       | 17,14 | 11 stycznia(dts) br | Filadelfia     |
| 6.   | Lázaro Martínez   | Kuba          | 17,12 | 28 lutego(dts) br   | Madryt         |
| 7.   | Su Wen            | Chiny         | 17,07 | 8 marca(dts) br     | Jinan          |
| 8.   | Melvin Raffin     | Francja       | 17,05 | 23 lutego(dts) br   | Miramas        |
| 9.   | Jonathan Seremes  | Francja       | 17,04 | 15 marca(dts) br    | Virginia Beach |
| 10.  | Dmitrij Cziżykow  | Rosja         | 16,94 | 28 lutego(dts) br   | Moskwa         |

Pogrubioną czcionką oznaczono zawodników, którzy wzięli udział w mistrzostwach.

## Wyniki

### Finał
Źródło: worldathletics.org.
| Pozycja | Zawodnik          | Reprezentacja     | Runda | Runda | Runda | Runda | Runda | Runda | Wynik      | Uwagi            |
| Pozycja | Zawodnik          | Reprezentacja     | 1     | 2     | 3     | 4     | 5     | 6     | Wynik      | Uwagi            |
| ------- | ----------------- | ----------------- | ----- | ----- | ----- | ----- | ----- | ----- | ---------- | ---------------- |
| 01 !    | Andy Díaz         | Włochy            | 17,80 | x     | –     | –     | –     | x     | 17,80      | WL · NR          |
| 02 !    | Zhu Yaming        | Chiny             | 16,90 | 17,08 | 17,33 | x     | 17,27 | 17,09 | 17,33      | SB               |
| 03 !    | Fabrice Zango     | Burkina Faso      | 16,88 | 17,01 | x     | 16,93 | 17,15 | x     | 17,15      | SB               |
| 4.      | Jordan Scott      | Jamajka           | x     | 16,55 | 16,25 | 17,10 | 17,04 | 16,86 | 17,10      |                  |
| 5.      | Su Wen            | Chiny             | 17,09 | x     | 17,04 | 16,96 | 16,89 | x     | 17,09      | SB               |
| 6.      | Max Heß           | Niemcy            | 16,91 | 15,62 | x     | 14,00 | 17,03 | NQ    | 17,03      |                  |
| 7.      | Chengetayi Mapaya | Zimbabwe          | 16,74 | x     | –     | 16,33 | –     | NQ    | 16,74      |                  |
| 8.      | Russell Robinson  | Stany Zjednoczone | 16,50 | x     | x     | 16,21 | NQ    | NQ    | 16,50      |                  |
| 9.      | Simone Biasutti   | Włochy            | x     | 16,17 | 16,37 | x     | NQ    | NQ    | 16,37      |                  |
| 10.     | Will Claye        | Stany Zjednoczone | x     | 16,26 | 16,31 | NQ    | NQ    | NQ    | 16,31      |                  |
| 11.     | Elton Petronilho  | Brazylia          | x     | 16,28 | 16,15 | NQ    | NQ    | NQ    | 16,28      |                  |
| 12.     | Marcos Ruiz       | Hiszpania         | x     | x     | 16,20 | NQ    | NQ    | NQ    | 16,20      |                  |
| 13.     | Lázaro Martínez   | Kuba              | x     | x     | 14,04 | NQ    | NQ    | NQ    | 14,04      |                  |
| 14 !    | Melvin Raffin     | Francja           | x     | x     | x     | NQ    | NQ    | NQ    | NM         |                  |
| 15 !    | Almir dos Santos  | Brazylia          | 17,04 | 17,09 | 17,22 | x     | 16,95 | 16,75 | DQ (17,22) | TR7.1[TR5.2][S1] |